# Вертсборо (Њујорк)
Вертсборо (енгл. Wurtsboro) град је у америчкој савезној држави Њујорк.

## Демографија
По попису из 2010. године број становника је 1.246, што је 12 (1,0%) становника више него 2000. године.
| Група             | 2000.         | 2010.         |
| Белци             | 1.123 (91,0%) | 1.060 (85,1%) |
| Афроамериканци    | 23 (1,9%)     | 50 (4,0%)     |
| Азијати           | 10 (0,8%)     | 17 (1,4%)     |
| Хиспаноамериканци | 57 (4,6%)     | 111 (8,9%)    |
| Укупно            | 1.234         | 1.246         |